# Tom J. Gramse
Tom J. Gramse (* 4. August 1940 in Lüben, Schlesien; † 20. Oktober 1982 in Soest, Niederlande) war ein deutscher Maler, Grafiker, Fotograf und Aktionskünstler.

## Leben
Gramse studierte zunächst von 1958 bis 1963 an der Werkkunstschule Dortmund „freie Grafik“ und danach bis 1969 an der Hochschule für bildende Künste Kassel „Malerei“ bei Arnold Bode, für den er anschließend zwei Jahre als Assistent arbeitete. Er war Mitarbeiter bei der documenta 3, 4 und 6, bei der er auch selbst in der Abteilung „Handzeichnungen“ vertreten war. Seit 1970 Zusammenarbeit mit H.-O. Kalkmann unter team: gramse / kalkmann.
Er arbeitete als Lehrbeauftragter an der Kunsthochschule Kassel (seit 1976) und war Dozent im Fachbereich „Design“ an der FH Dortmund. Gramse starb 1982 kurz vor seiner Berufung zum Professor.

## Werk
Aktionen
- Invisible Sculpture, Braunschweig, mit H.-O. Kalkmann, 1970
- 5 Aktionen Luft-Wasser, mit H.-O. Kalkmann, central administration of artistic environment defence, 1970
- Aktionen mit Luft: Vergrabung eines Luftwinkels, mit H.-O. Kalkmann, 1970.
- Spurenaktion, Silba, Jugoslawien, 1970
- Gasaktion 1, Baden-Baden, 1971
- Lufttransporte, verschiedene Städte, 1971.
- Action to the sea on the sea, England (Westküste), mit H.-O. Kalkmann 1971
- Invisible Sculpture 2, Göttingen, 1971
- Trinkwasserkissen, Göttingen, mit H.-O. Kalkmann 1971
- Licht-Schatten, Warm-Kalt, Hirschberg, 1971.
- Gashalle, München, 1971
- Wassergeschwindigkeiten 3 Flüsse, 1971.
- Invisible Sculpture 3, 1971.

Zyklen
- „Bäume und Landschaften, Reisezeichnungen“
- „Rauch“
- „Fenster“
- „Maschinen“
- „Flugobjekte“
- „Kräftefelder“
- „Collagen“
- „erotische Serie“
- „korrigierte Fotos“
- „Ikarus“

Editionen
- Zeichnungen 1965–1977. Fotos Renate Heine, Peter Bräutigam, Tom J. Gramse, Erhard Wehrmann, Ingrid Voth-Amslinger. D+V Paul Dierichs, Kassel 1977.
- Tom J. Gramse. Kassette mit 10 Projekten. Gramse, Kassel 1974. (Auflage: 200)
- Bleistiftzeichnungen, Zyklus Ikarus. D+V Paul Dierichs, Kassel 1981.

## Einzelausstellungen (Auswahl)
- 1966 Galerie Ricke, Kassel
- 1966 u. 67 Galerie Hamilton, London
- 1972 Galerie Impact, Lausanne
- 1973 Galerie Permafo, Wrocław (Polen)
- 1973 Galerie Media, Neuchâtel
- 1974 Galerie Remont, Warschau
- 1975 Kunstverein Kassel
- 1976 Galerie Akumulatory, Poznań
- 1977 Galerie Loehr, Frankfurt am Main

## Gruppenausstellungen (Auswahl)
- 1968/69 Galerie Juda, London
- 1969 Wilhelm-Morgner-Preis für experimentelle Kunst 1969, Soest
- 1969 Camden Art Centre, London
- 1969 Operationen, Museum Fridericianum Kassel
- 1970 Art Jamborée, Braunschweig
- 1972 Implosion, Musée cantonal des beaux-arts de Lausanne
- 1974 4. Triennale der Zeichnung, Wrocław
- 1976 Pan Conceptuales, Galerie Maki, Tokio
- 1976 Plätze der Macht, Kunstverein Springhornhof, Neuenkirchen
- 1977 Drachen und anderes Fliegzeug, Kunstverein Kassel
- 1977 Fliegen – ein Traum, Kunsthalle Recklinghausen
- 1977 documenta 6, Kassel
- 1983 10 Zeichner – 10 Aspekte, Nassauischer Kunstverein Wiesbaden
- 2012 HOLZ intern. Gruppenausstellung, Kunstverein Bad Salzdetfurth Bodenburg

## Auszeichnungen (Auswahl)
- 1965 Kulturkreis der Deutschen Wirtschaft